# Püttberge
Die Püttberge sind Erhebungen bis zu 68 Metern Höhe im Osten Berlins im Bezirk Treptow-Köpenick. Sie sind Binnendünen innerhalb des Berliner Urstromtales. Mit einer Relativhöhe von mehr als 30 Metern gelten sie als die mächtigsten Dünen in Berlin und Brandenburg.

## Lage
Die Püttberge befinden sich im östlichsten Berlin zwischen dem Köpenicker Ortsteil Rahnsdorf und dessen Ortslage Wilhelmshagen.
Sie sind im Berliner Urstromtal zu finden, das als Folge der abtauenden Eismassen der letzten Eiszeit, der Weichselvereisung, entstanden ist. Der flache, sandige, vegetationslose Talboden stellte das Material, aus denen der Wind am Ende der letzten Eiszeit die Püttberge aufgeweht hat. Das Urstromtal wird noch von kleineren Flüssen durchflossen. Südlich der Püttberge verläuft die Spree durch den Müggelsee.

## Aufbau
Die Püttberge bilden Erhebungen bis zu 68 Metern Höhe und rund 30–40 Metern Höhe über dem Urstromtal. Ihre Entstehung ist auf Aufwehung von Sanden im Urstromtal zurückzuführen, dieser Flugsand konnte während vegetationsloser oder -armer Perioden über das mehrere Kilometer breite Urstromtal geweht werden. Ähnliche Flugsanddünen findet man im Berliner Norden, wie beispielsweise im Tegeler Forst.
Die Dünen sind mit typischen Pflanzen bewachsen und inaktiv, sie wandern nicht mehr. Zum Bewuchs gehören Kiefern, Sträucher, Kräuter und Gräser. Für Dünen typisch, findet sich Podsol, ein saurer, gebleichter Boden, auf dem diese angepassten Pflanzen wachsen können.
Wegen der seltenen Pflanzen- und Tierarten stehen die Püttberge seit 1995 wieder unter Naturschutz. Bis 1972 standen sie bereits einmal unter Naturschutz, in der Zwischenzeit wurden sie als Erholungsziel mit Rodelbahn genutzt. Die Dünen liegen im Naturschutzgebiet Wilhelmshagen-Woltersdorfer Dünenzug.

## Name
Der Name Püttberge soll von ‚pütt‘ (niederdeutsch für ‚klein‘) kommen, früher war der Name Pittberge gebräuchlich.

## Verkehrsanbindung
Die Püttberge können leicht erreicht werden. Sie sind unter anderem über den Püttbergeweg an das Straßennetz angeschlossen. Unweit der Püttberge liegt östlich der S-Bahnhof Wilhelmshagen.